# Radzim (Radowo Małe)
Radzim (deutsch Radem) ist ein Dorf in der Woiwodschaft Westpommern in Polen. Es gehört zur Gmina Radowo Małe (Gemeinde Klein Raddow)  im Powiat Łobeski (Labeser Kreis).

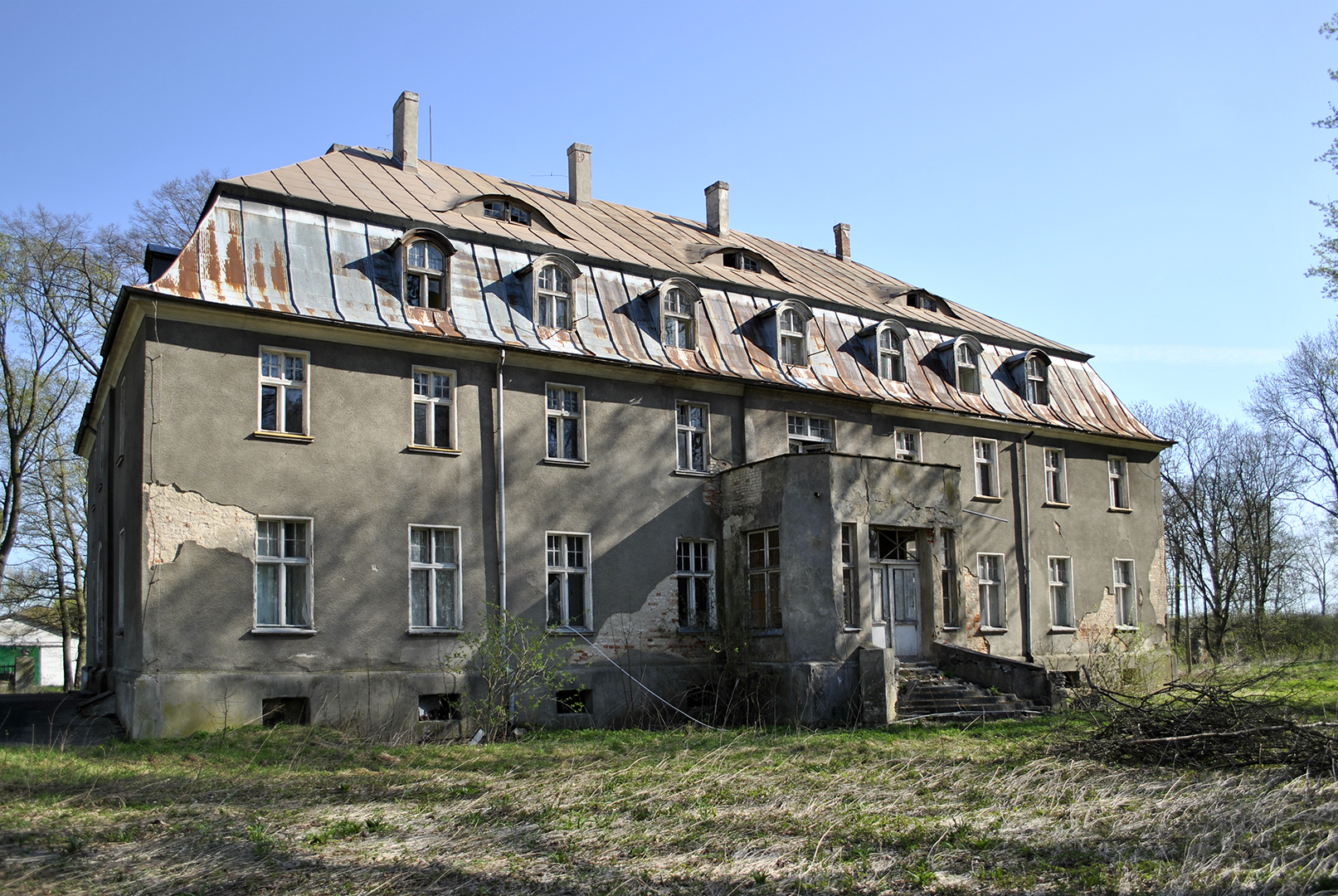
Ehemaliges Herrenhaus (Aufnahme von 2011)

## Geographische Lage
Das Dorf liegt in Hinterpommern, etwa 55 Kilometer nordöstlich von Stettin und gut 20 Kilometer westlich der Kreisstadt Labes. Durch das Dorf verläuft die Woiwodschaftsstraße 147.

## Geschichte
Ab dem 19. Jahrhundert bildete Radem einen politischen Gutsbezirk, der im Jahre 1910 132 Einwohner zählte.
Später wurden Radem und die benachbarte Landgemeinde Friedrichsgnade zu einer gemeinsamen Landgemeinde zusammengefasst, in der die Wohnplätze Friedrichsgnade, Radem und Rademer Mühle bestanden. Die Gemeinde führte zunächst den Namen „Radem“ und wurde zum 5. Mai 1938 in „Friedrichsgnade“ umbenannt; sie gehörte zum  Kreis Regenwalde der preußischen Provinz Pommern. Die Gemeinde zählte im Jahre 1925 359 Einwohner in 75 Haushaltungen und im Jahre 1939 292 Einwohner.
Nach dem Zweiten Weltkrieg kam Radem, wie ganz Hinterpommern, an Polen. Die Bevölkerung wurde durch Polen ersetzt. Der Ortsname wurde zu „Radzim“ polonisiert. Heute liegt das Dorf in der polnischen Gmina Radowo Małe (Gemeinde Klein Raddow), in der es zum Schulzenamt Troszczyno (Friedrichsgnade) gehört.

## Söhne und Töchter des Ortes
- Diethard von Koenigsmarck (1923–2010), deutscher Unternehmer